# Tatort: Chaos
Chaos ist die 441. Folge der Fernsehkrimireihe Tatort aus dem Jahr 2000. Der Film wurde vom Schweizer Fernsehen unter der Regie von Christof Schertenleib produziert und am 9. April 2000 erstmals ausgestrahlt.
Chaos-Forscher Professor Kannell gerät nach mehreren weiblichen Toten ins Visier der Ermittlungen der Berner Mordkommission „Leib und Leben“.

## Handlung
Faszination Glücksspiel – welche arithmetischen Regeln bestimmen das Glück/den Zufall? Dies beschäftigt Professor Simon Kannell in seiner Forschung und dies vermittelt er in seinen Vorlesungen. Dann bricht die Studentin Melanie Richter im Hörsaal zusammen. Detektivwachtmeister von Burgs Chefin Eva Schwab ist schon seit einer „Ewigkeit mit der Mutter der Studentin befreundet“ und weist ihn an, nach deren Tod eine Obduktion vorzunehmen. Die Studentin wurde durch Knollenblätterpilz vergiftet.
Professor Kannell hat eine psychotherapeutische Sitzung und gibt an, gerne wieder einmal verliebt zu sein. Praxis-Assistentin Jana Lehmann hört die Session heimlich ab, lächelt dabei und himmelt ihn an. Sie ist allerdings nicht die Einzige … Spät abends taucht sie auf seiner Buchpremiere für „4 x 22“ auf, sinniert über Quersummen und Fensteranzahl des Vernissage-Gebäudes und findet Zugang zur unglücklichen Regula Kannell. Unterdessen vergnügt sich Kannell mit Miriam Capitani, die ihm schon lange unzweideutige Botschaften hinterlassen hat. Allerdings wird die Zweisamkeit durch einen Anruf von Tochter Luisa Capitani unterbrochen.
Bei Kannells im Hause versucht die angetrunkene Hausherrin im Beisein von Jana Lehmann einer Laune nachzugeben und in den Geschirrspüler zu kriechen. Das hätte sie nicht tun sollen, denn Jana erkennt die Situation und schließt sie ein. Nach einer innigen Liebesnacht kehrt Kannell heim und achtet zunächst nicht auf die Spülmaschine. Vor seinem Haus trifft er von Burg, der ihn über die Liebesbriefe der toten Studentin unterrichten will. Endlich wird Regula Kannell gefunden – erstickt in der Geschirrspülmaschine.
Kannells Sekretärin kann nur Gutes über ihren Chef sagen und berichtet über eine große Unzufriedenheit seiner Gattin. Kannell selber spricht darüber bei der nächsten therapeutischen Sitzung, die natürlich wieder von Jana Lehmann abgehört wird. Beim Abhören der Kassette erkennt sie mit Schrecken, dass Kannell die besagte Nacht bei einer Anderen verbracht habe. Lehmanns Verdacht fällt auf Kannells Sekretärin, die nun stark gefährdet ist. Kurze Zeit später wird Frau Reuter ertrunken in der Aare gefunden.
Jana Lehmann gibt sich als Kannells Anwältin aus und besucht ihn in Untersuchungshaft. Sie würde jedes Opfer für ihn bringen und überreicht ihm einen Briefumschlag mit Flugtickets in die Stadt der Liebe. Nach Kannells Reaktion merkt sie, dass sie sich trotz ihrer anscheinend so großen Empathie in den Menschen getäuscht hat. Unter einem Vorwand verschafft sie sich Einlass in Kannells Büro und prüft dessen Aufzeichnungen. Es dauert nicht lange und sie ist auf der Spur von Miriam und Luisa Capitani, die sie beide auch prompt entführt und im Gebäude der Vernissage gefangen hält. Dort soll die große gemeinsame Geburtstagsfeier mit Simon Kannell stattfinden. Von Burg und Gertsch tappen weiterhin völlig im Dunkeln, bis das Gefühls-Chaos den Fall von alleine löst.

## Hintergrund und Einschaltquote
Die Erstausstrahlung von Chaos am 9. April 2000 wurde in Deutschland von 7,24 Millionen Zuschauern gesehen und erreichte einen Marktanteil von 21,02 % für Das Erste.

### Kritik
Die Kritiker der Fernsehzeitschrift TV Spielfilm beurteilen den Fall positiv und sinnieren über das Zusammenspiel von Schicksal und Zufall.